# Hala Baildon

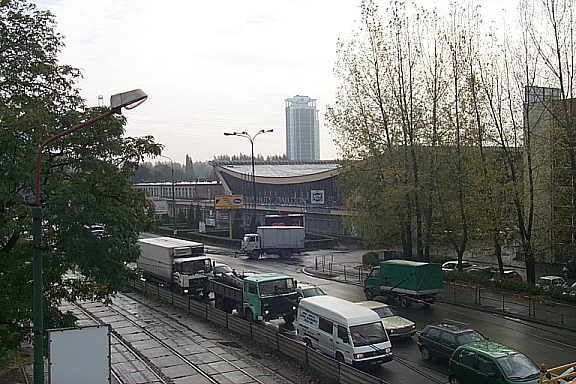
Hala Baildon w latach 90 XX wieku (w tle wieżowce Stalexportu)

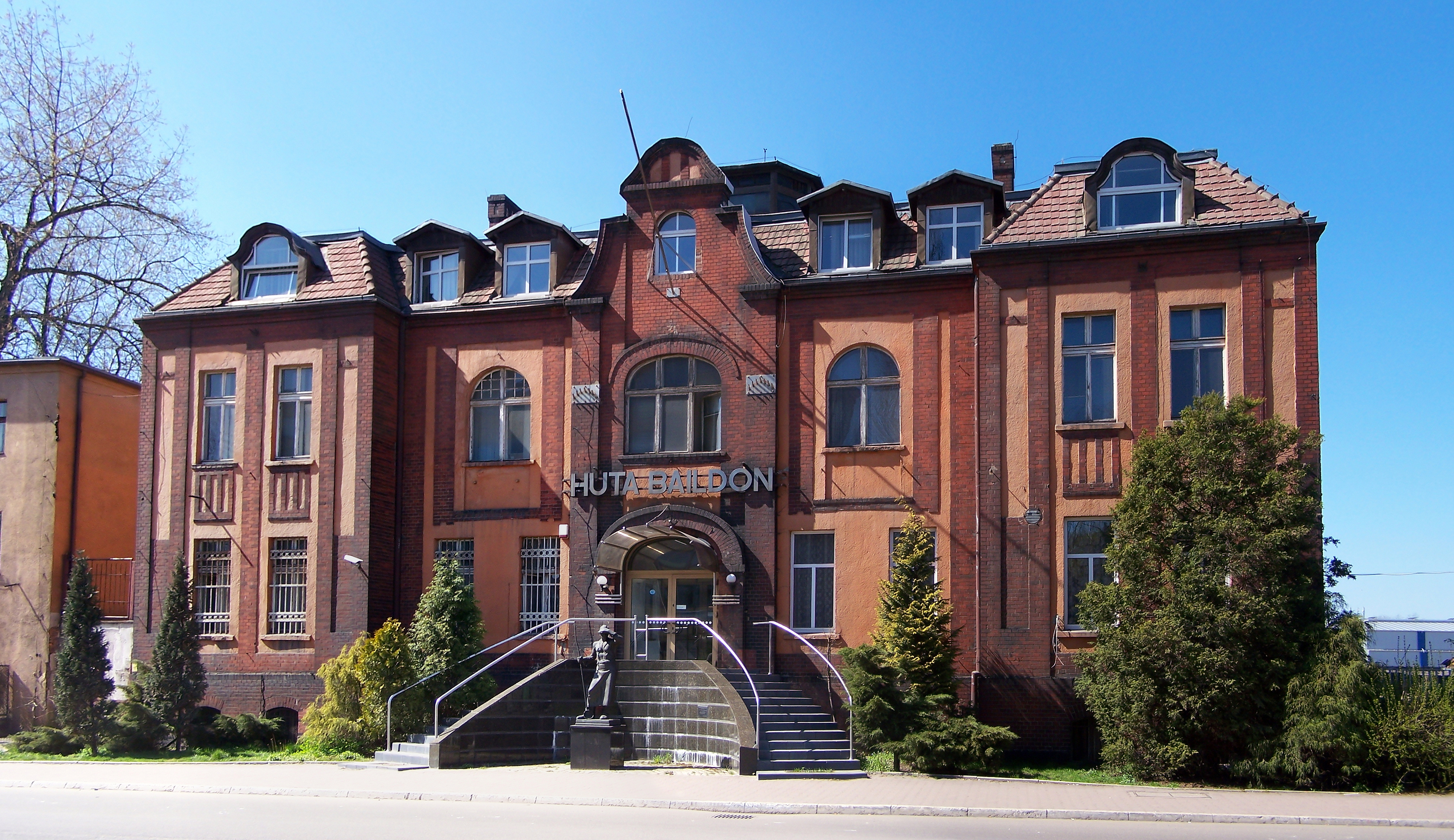
Dawne biuro Huty Baildon

Hala Baildon – hala sportowa w Katowicach przy ulicy Chorzowskiej. Wyburzona w 2003 roku. Dzięki specyficznej architekturze była jednym z najbardziej charakterystycznych obiektów w Katowicach i najbardziej rozpoznawalnych miejsc przy drodze z Chorzowa do Katowic.

## Historia
Hala wybudowana i oddana do użytkowania 3 września 1969 roku przy skrzyżowaniu ulicy Żelaznej i ulicy Dzierżyńskiego (obecnie ulica Chorzowska). Została zbudowana przez Samodzielny Oddział Wykonawstwa Inwestycji "SOWI" z huta „Baildon” pod kierownictwem Maksymiliana Gruszki, wykorzystywana była m.in. przez klub KS Baildon Katowice, w tym jego sekcję hokeja na lodzie. Zaprojektowana została przez Wojciecha Zabłockiego. Miała pojemność około 1,5 tys. osób. W połączonym z halą budynku znajdował się Zespół Szkół Zawodowych Huty Baildon (Zasadnicza Szkoła Zawodowa i Liceum Zawodowe). Szkoła także korzystała z hali do szkolnych zajęć wychowania fizycznego (WF). W hali znajdowała się również siłownia oraz bar. W hali Baildon rozgrywano m.in. mecze koszykówki, siatkówki, odbywały się Mistrzostwa Polski w tenisie stołowym, mistrzostwa w kulturystyce. Halę wykorzystywano również do imprez muzycznych, odbywała się tu Metalmania. W 1981 roku w hali odbyło się I Walne Zebranie Delegatów województwa katowickiego (Solidarność). Ostatnią ważną imprezą sportową w hali były 63 Mistrzostwa Polski w Tenisie Stołowym w 1995 roku. W 1996 roku pękła jedna z pięćdziesięciu lin podtrzymujących dach. Na dachu leżało wtedy pół metra śniegu (według różnych danych napadało 600 ton). Obiekt został zamknięty na kilkanaście miesięcy, obawiano się, że dach mógłby runąć. Musiano przenieść zaplanowane na październik mistrzostwa świata w kulturystyce. Później jakichkolwiek zawodów sportowych w hali zabroniła straż miejska. Powodem były drewniane krzesełka. Zdaniem straży takie krzesełka groziły pożarem oraz mogłyby też stać się niebezpieczną bronią w rękach pseudokibiców. W 2001 roku sąd ogłosił upadłość Huty Baildon. W 2002 roku teren z halą kupiła firma Vox Industrie z Poznania. Koszt remontu hali oszacowano na 2 mln zł, więc nie podjęto się remontu. W 2003 halę wyburzono.